# Esteban Isnardi
Esteban Isnardi (Montevideo, 23 de febrero de 1964) es un artista uruguayo radicado en Ginebra, Suiza, desde su adolescencia. Su trayectoria abarca múltiples disciplinas, destacándose como maestro de bailes cubanos, caricaturista y escritor.
En el ámbito de la danza, es reconocido como bailarín, jurado y docente especializado en bailes cubanos. Ha recorrido más de 90 países llevando su arte, obteniendo reconocimientos a nivel mundial. 
Como caricaturista, ha cultivado una destacada trayectoria colaborando con la prensa europea y latinoamericana, y exhibiendo sus obras en escenarios internacionales. Su obra incluye caricaturas de figuras destacadas de la música cubana, especialmente Los Van Van y la Orquesta Aragón.
Como escritor, ha publicado obras tanto en francés como en español y ha compuesto canciones para destacados intérpretes de salsa, lo que demuestra la versatilidad de su talento y su firme compromiso con la difusión de la cultura latina.
En febrero de 2024, la Intendencia de Montevideo distinguió a Esteban Isnardi como Ciudadano Ilustre, en reconocimiento a su destacada trayectoria artística y su contribución al arte y la cultura.

## Libros publicados
- Rue Diego Lamas (relato-poema) [9]
- Le Monde Autour de la Salsa (trilogía) [10]
- Asomando por el Túnel [11]
- Mientras Alzamendi (poema-relato) [12]

## Exposiciones de caricaturas
- Galería Ex-It, Ginebra, Suiza, en 1989
- Villa Audi de Beirut, Líbano, septiembre de 2014
- Boutiques Breitling,  Zermatt, San Moritz, Lucerna, Zúrich y Ginebra, Suiza, desde 2017
- Museo del Humor de San Antonio de Los Baños, Cuba, en 2018
- Museo del fútbol de Montevideo del Estadio Centenario, Uruguay, en 2024
- En el Museo de Peñarol, Montevideo, Uruguay, en 2025
- Museo de River Plate del Estadio Mas Monumental, Buenos Aires, Argentina, en 2025

## Letras de canciones
- CASINERO SÍ O SÍ, canta Pedrito Calvo Jr., AXI Récords, 2017
- EMPIEZA MI SON, música Pablo Timba, canta Robertón de Los Van Van, AXI Récords, 2019
- AHORA LE TOCA A ELLA, música y canto Mixael Cabrera, 2020
- RÉQUIEM PARA UN SONERO, música Luis Aballe, canta Mandi Miranda, La Clave Récords, 2021
- UN COLLAR, música Pablo Timba, canta Emilio Frías “El Niño”, AXI Récords, 2022
- SOY QUIEN SOY,  música Pablo Timba, canta Susel Gómez “La China”, de Pupy y Los Que Son Son, AXI Récords, 2022
- SI MIRAS BIEN, música Pablo Timba, canta Mandy Cantero de Los Van Van, AXI Récords, 2022
- SIEMPRE PUPY, música Ta con To, canta Lily, 2022